# Сергиенко, Николай Дмитриевич
Николай Дмитриевич Сергиенко (1923—1997) — лейтенант Рабоче-крестьянской Красной Армии, участник Великой Отечественной войны, Герой Советского Союза (1945).

## Биография
Родился 25 мая 1923 года в селе Журавлёвка (ныне — Буландынский район Акмолинской области Казахстана).
С раннего возраста проживал в Челябинской области, окончил начальную школу, работал на железной дороге. В июне 1941 года Сергиенко был призван на службу в Рабоче-крестьянскую Красную Армию. С начала Великой Отечественной войны — на её фронтах.
К январю 1945 года гвардии старший сержант Николай Сергиенко командовал орудием 196-го гвардейского артиллерийского полка 89-й гвардейской стрелковой дивизии 5-й ударной армии 1-го Белорусского фронта. Отличился во время освобождения Польши. 14 января 1945 года расчёт Сергиенко участвовал в прорыве немецкой обороны с Магнушевского плацдарма, поддерживая своим огнём пехоту. Во время отражения немецкой контратаки Сергиенко с товарищами уничтожил 2 самоходных орудия, 3 пулемётные точки и около 70 солдат и офицеров противника. На следующий день расчёт одним из первых переправился через Пилицу и вёл огонь прямой наводкой, уничтожив 2 пулемётные точки и около 40 солдат и офицеров противника. 17 января 1945 года во время форсирования реки Равка Сергиенко уничтожил ещё несколько десятков вражеских солдат и офицеров, лично взял в плен ещё 5 солдат.
Указом Президиума Верховного Совета СССР от 27 февраля 1945 года гвардии старший сержант Николай Сергиенко был удостоен высокого звания Героя Советского Союза с вручением ордена Ленина и медали «Золотая Звезда» за номером 5638.
После окончания войны в звании лейтенанта Сергиенко был уволен в запас. Проживал и работал в Магнитогорске. Окончил техникум и Магнитогорский горно-металлургический институт.
Умер 5 мая 1997 года.Похоронен на Правобережном кладбище Магнитогорска.
Был также награждён орденами Октябрьской Революции и Отечественной войны 1-й степени, рядом медалей.
В честь Сергиенко названа школа в Магнитогорске.